# 全日本デパートメントストアーズ開発機構

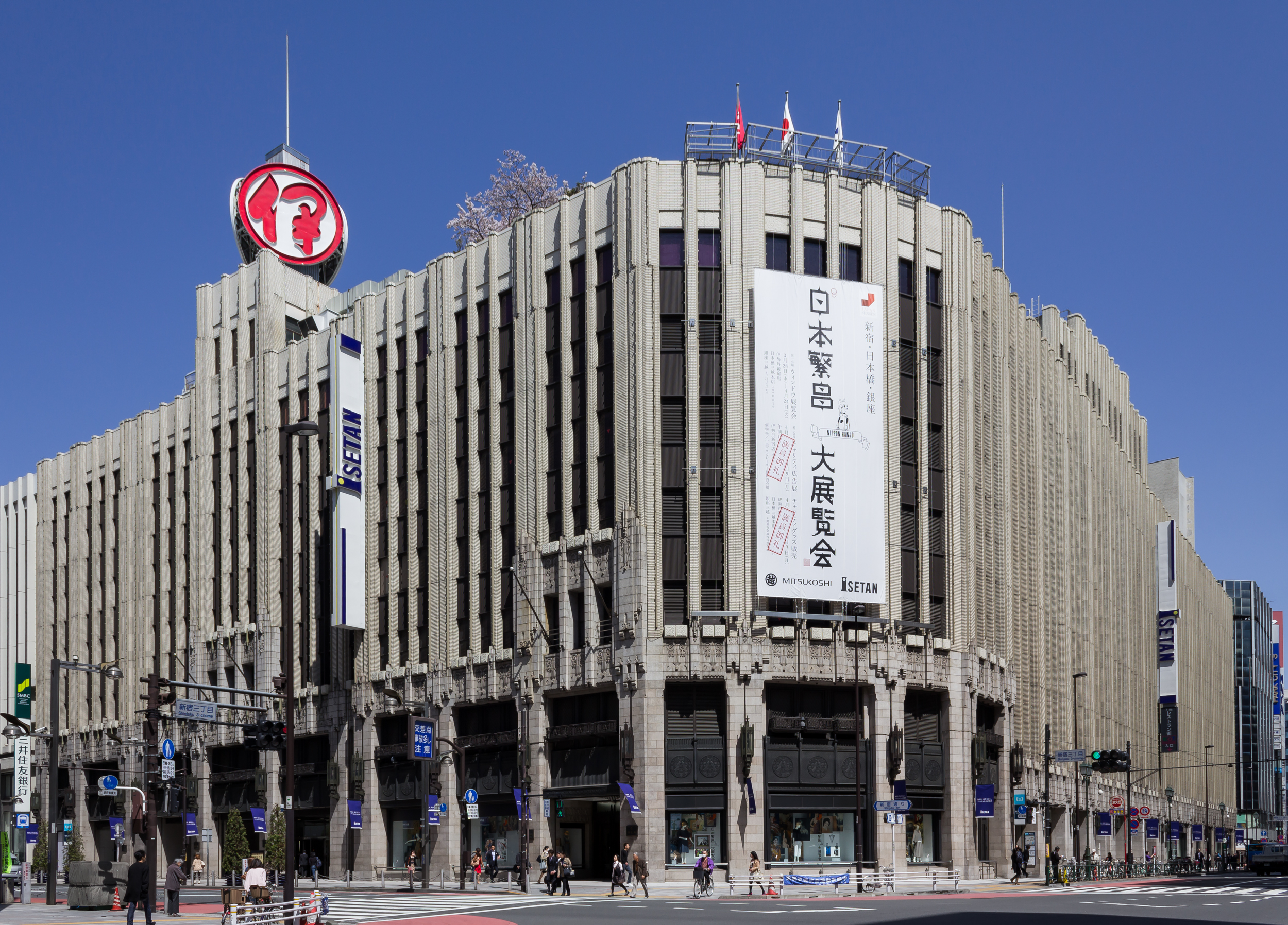
伊勢丹新宿本店

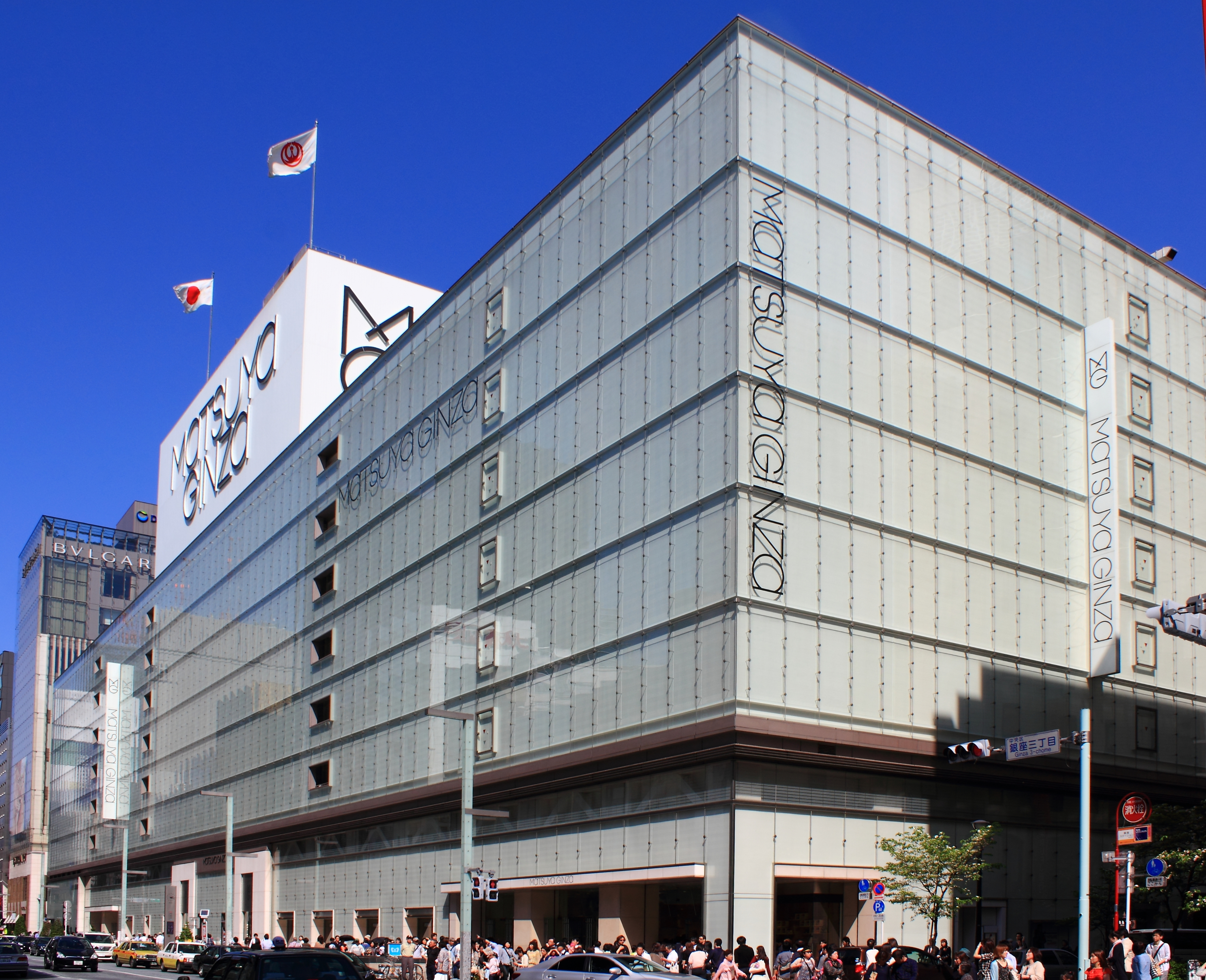
松屋銀座本店

全日本デパートメントストアーズ開発機構（All Nippon Department Stores Development Organization）とは、かつて、東京都新宿区に本部を置き、伊勢丹（現在は三越伊勢丹ホールディングス傘下の三越伊勢丹ほか各社）と松屋が総合幹事を務めていた百貨店の共同仕入機構である。略称は「A・D・O」または「ADO」。本部所在地は、東京都新宿区新宿5丁目17-18　H&Iビル3階。
2020年3月末をもって解散した。

## 概要
1973年3月、伊勢丹主宰の共同仕入れ機構「十一店会」（1961年発足）と、松屋主宰の共同仕入れ機構「ACO」（エコー、1962年発足）を統合して設立。その後も解散に至るまで両社が総合幹事を務めていた。
2007年度の加盟店の売上は約1兆9,700億円、共同仕入の扱い額は889億円と日本最大規模を誇っていた。
解散前には髙島屋系ハイランドグループとは異なり、簡素ながら公式ウェブサイトを有していたが、それによると2012年5月時点で33社74店舗が加盟していた。
百貨店全体が衰退する中で加盟店を増やしていたのは2008年の三越と伊勢丹の統合によるところが大きいものの、加盟社と非加盟の三越の店舗が競合する地域ができ、商品開発が見送られるようになった。
三越伊勢丹ホールディングスの発足前は、本機構を事実上の伊勢丹グループとする向きが多かった。

## 加盟店
2015年11月時点の加盟店は以下の通り。
北海道百貨店協会管内
- 藤丸（帯広）
- 札幌丸井三越（札幌丸井今井、札幌三越）
- 函館丸井今井（函館）

東北百貨店協会管内
- 川徳（盛岡）
- 大沼（山形、米沢）
- 藤崎（仙台）

関東百貨店協会管内
- スズラン（前橋、高崎）
- 八木橋（熊谷）
- 丸広百貨店（川越、飯能、東松山、入間、上尾、南浦和、坂戸、アトレマルヒロ）
- 東武百貨店（池袋、船橋）
  - 東武宇都宮百貨店（宇都宮、大田原）

- 松屋（幹事社。銀座、浅草）
- 三越伊勢丹（幹事社。伊勢丹（新宿、立川、浦和、相模原、府中）、三越（日本橋、銀座））
  - 新潟三越伊勢丹（新潟伊勢丹、新潟三越）
  - 静岡伊勢丹（静岡）

- 京急百貨店（横浜・上大岡）
- さいか屋（横須賀、藤沢）

中部百貨店協会管内
- 名鉄百貨店（名古屋、一宮）
  - 金沢名鉄丸越百貨店（金沢）

近畿百貨店協会管内
- ジェイアール西日本伊勢丹（ジェイアール京都伊勢丹）
- 山陽百貨店（姫路）

中国四国百貨店協会管内
- 天満屋（岡山、津山、倉敷、福山、福山ポートプラザ、広島アルパーク、広島緑井）
  - 米子しんまち天満屋（米子）

- 山口井筒屋（山口、宇部）

九州百貨店協会管内
- 岩田屋三越（岩田屋（福岡、久留米）、福岡三越）
  - 浜屋百貨店（長崎）

- 井筒屋（小倉、黒崎）
小倉駅前の別法人コレットは加盟していないが、実質小倉本店との一体運営（ジャンル棲み分け）の形を採っている。
- トキハ（大分、別府、わさだ）
- 鶴屋百貨店（熊本）
- 山形屋（鹿児島）
  - 宮崎山形屋（宮崎）

- リウボウ（那覇）

岩田屋三越以外の各社は、日本百貨店協会・ハイランドグループ重複加盟の2社（玉屋系）と地場百貨店による連合体を別に作っている。

## 関連のある百貨店
直接の加盟店ではないが、グループ別店舗の加盟により関連性のある店舗を纏める。いずれも三越・伊勢丹の経営統合による施策（地域分社）が絡み、ブロック内に伊勢丹グループの店舗が無かったことから加盟とならなかったものである。
- 仙台三越
- 名古屋三越（栄、星ヶ丘）
- 広島三越
- 高松三越
- 松山三越

この他にも、三越の子会社、または業務提携しているが、A・D・O非加盟という店舗がある（うすい百貨店など）。

## 解散前に脱退した百貨店
2015年時点。
ハイランドグループに比べると脱退事例は多くなく、加盟企業のリストラによる閉店や提携解消という事例が中心であった。

### 北海道百貨店協会管内
- 丸井今井（小樽、旭川、室蘭、苫小牧、釧路）

### 東北百貨店協会管内
- 大沼（酒田）

### 関東百貨店協会管内
- 丸広百貨店（日進）
- 伊勢丹（八王子、吉祥寺、松戸、高崎）
- 三越（千葉）
- さいか屋（川崎）

### 近畿百貨店協会管内
- 阪神百貨店（大阪・梅田）
- ジェイアール西日本伊勢丹（JR大阪三越伊勢丹）

### 中国四国百貨店協会管内
- 天満屋（広島八丁堀 - 現テナントビル「天満屋八丁堀ビル」、三原、高松）

### 九州百貨店協会管内
- 岩田屋（西新、戸畑、熊本、日田）
- 浜屋百貨店（大村）
- 沖縄山形屋（那覇）